# Ernst Wichura

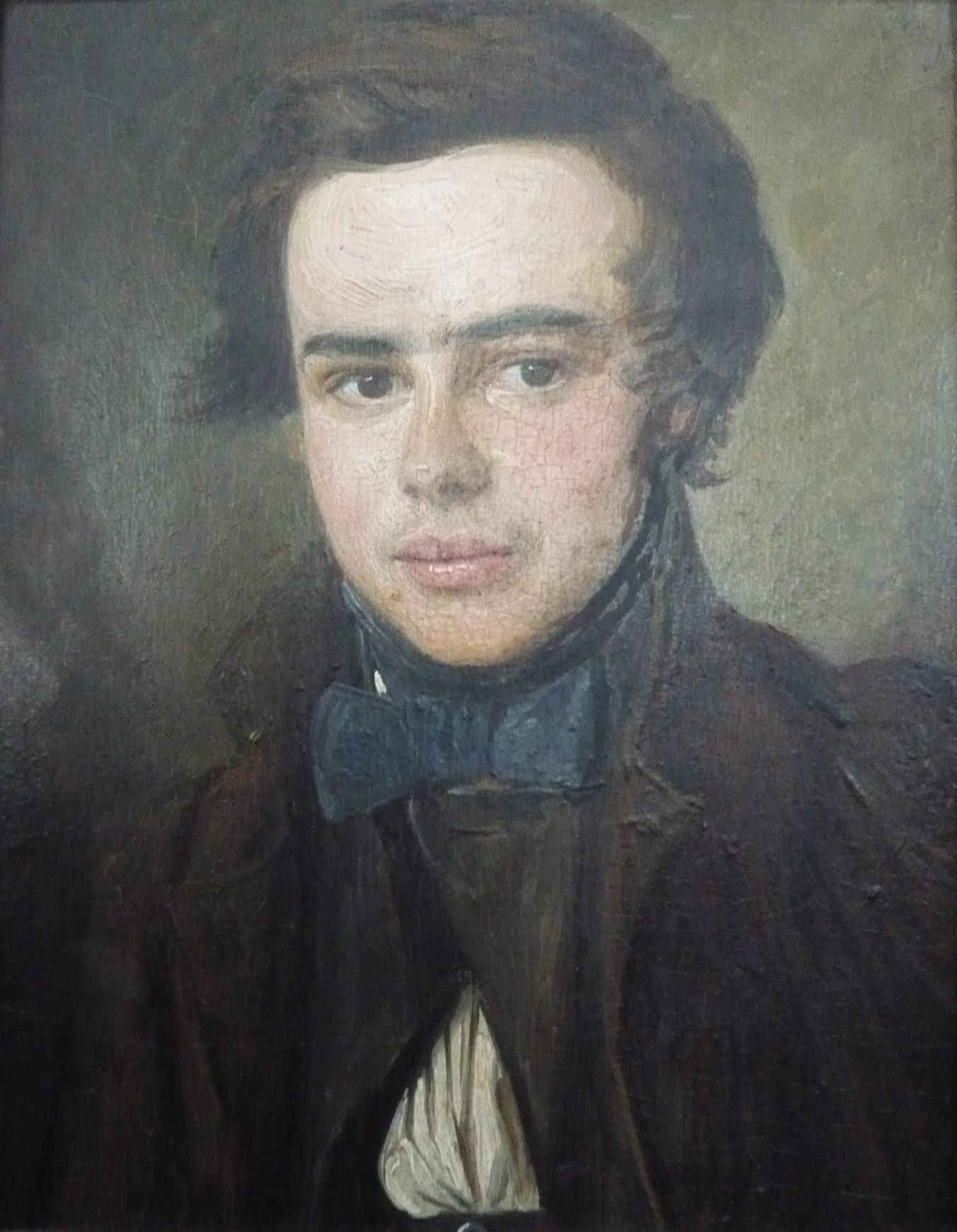
Ernst Wichura, Porträt in der Freundschaftsgalerie von Einzelbildnissen der Düsseldorfer Malerschüler und ihren Freunden von Friedrich Boser, 1844, Stadtmuseum Landeshauptstadt Düsseldorf

Ernst Wichura, auch Wigora oder Wigura (* um 1815 in Löwen bei Brieg, Oberschlesien; † 11. August 1843 in Oberungarn), war ein deutscher Landschaftsmaler der Düsseldorfer Schule.

## Leben
Wichura studierte Malerei an der Kunstakademie Düsseldorf. Ab 1836 trat er dort als ausübender Künstler auf. In den Jahren 1836 bis 1840 war er Schüler der Landschafterklassen von Johann Wilhelm Schirmer. Er ertrank auf einer Reise in Oberungarn.